# SpVgg 02 Griesheim
SpVgg 02 Griesheim is een Duitse voetbalclub uit het Frankfurtse stadsdeel Griesheim. 

## Geschiedenis
De club werd in 1902 opgericht als FC Alemannia Griesheim. In 1923 fuseerde de club met FV Viktoria en nam zo de huidige naam aan. Beide clubs speelden begin jaren twintig kort op het hoogste niveau, maar degradeerden in 1922. In 1929 promoveerde de club naar de hoogste klasse van de Maincompetitie, maar werd laatste en degradeerd meteen weer. Na één seizoen keerde de club terug, maar kon ook nu het behoud niet verzekeren.